# Élections régionales italiennes de 2023
Les élections régionales italiennes de 2023 se déroulent durant l'année 2023 et permettent le renouvellement des conseils régionaux et de leurs présidents dans 5 régions.

## Résultats
| Région                        | Région                  | Élection      | Président sortant    | Parti | Parti | Coal. | Coal. | Président élu        | Parti | Parti | Coal. | Coal. |
| ----------------------------- | ----------------------- | ------------- | -------------------- | ----- | ----- | ----- | ----- | -------------------- | ----- | ----- | ----- | ----- |
| Lombardie                     | Lombardie               | 12-13 février | Attilio Fontana      |       | Lega  |       | CDX   | Attilio Fontana      |       | Lega  |       | CDX   |
| Latium                        | Latium                  | 12-13 février | Nicola Zingaretti    |       | PD    |       | CSX   | Francesco Rocca      |       | Ind   |       | CDX   |
| Frioul-Vénétie Julienne       | Frioul-Vénétie Julienne | 2-3 avril     | Massimiliano Fedriga |       | Lega  |       | CDX   | Massimiliano Fedriga |       | Lega  |       | CDX   |
| Molise                        | Molise                  | 25-26 juin    | Donato Toma          |       | FI    |       | CDX   | Francesco Roberti    |       | FI    |       | CDX   |
| Drapeau du Trentin-Haut-Adige | Trentin                 | 22 octobre    | Maurizio Fugatti     |       | Lega  |       | CDX   | Maurizio Fugatti     |       | Lega  |       | CDX   |
| Drapeau du Trentin-Haut-Adige | Tyrol du Sud            | 22 octobre    | Arno Kompatscher     |       | SVP   |       | CDX   | Arno Kompatscher     |       | SVP   |       | CDX   |